# Ngựa Trait du Nord

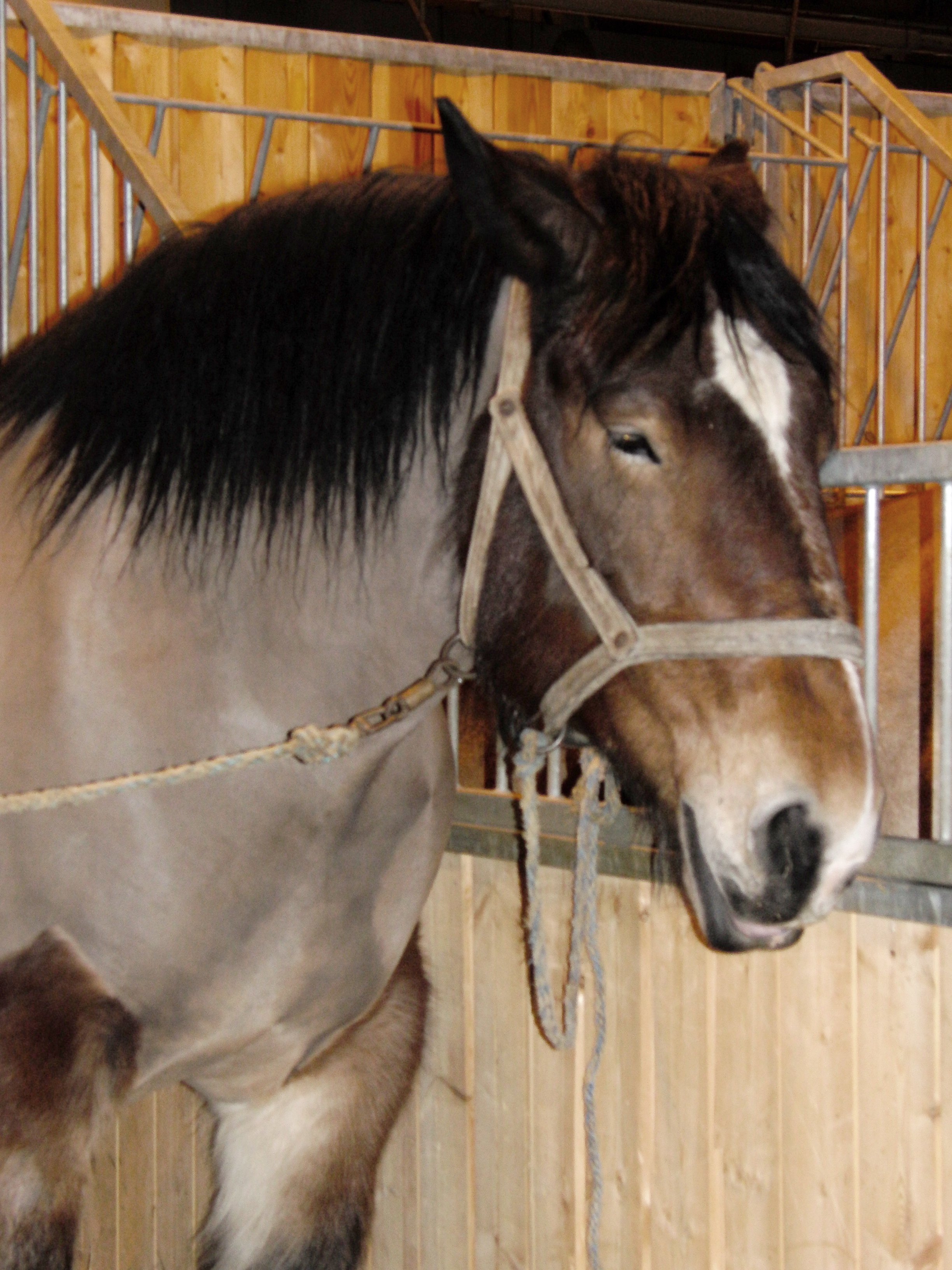
Ngựa Trait du Nord

Ngựa Trait du Nord trước đây còn được gọi là ngựa Ardennais du Nord hay Ardennais de Nord, là một giống ngựa kéo xe nặng ký được lai tạo, phát triển và nhân rộng tại khu vực của Hainaut ở miền tây nước Bỉ và ở phía đông bắc nước Pháp. Những cá thể ngựa này đã được công nhận là một giống riêng biệt với việc khai trương một sổ giống (sách chỉ) nuôi ngựa vào năm 1903. Giống ngựa này được lai tạo và phát triển ở vùng đồng cỏ màu mỡ Flemish, chúng được lai tạo với mục đích gia tăng tối đa tầm vóc, kích thước và sức bền cày kéo cho công việc nông nghiệp. Những con ngựa Trait du Nord đã được sử dụng rộng rãi trong khai thác từ cuối thế kỷ XIX, bắt đầu từ những năm 1920, từ những năm 1960 thì việc sử dụng giống ngựa này ít phổ biến hơn mặc dù vẫn tiếp tục được sử dụng. Những con ngựa Trait du Nord tiếp tục được sử dụng rộng rãi cho nông nghiệp trong thời kỳ Chiến tranh thế giới II, nhưng sau khi chiến tranh này, và quần thể giống, giảm đáng kể như nông nghiệp ngày càng trở nên cơ giới. Vào giữa thế kỉ XX, các giống được tạo nhu cầu cho sản xuất thịt ngựa, và do đó, giống ngựa này đã được lai tạo để có được tầm vóc lớn hơn và nặng ký hơn. Trong năm 1970, thị trường cho thịt ngựa bắt đầu giảm sút, và giống ngựa Trait du Nord, cũng giống như nhiều giống ngựa lùn châu Âu, đang có nguy cơ tuyệt chủng và mai một. Mãi cho đến những năm 1990, giống này đã trải qua một sự hồi sinh về số lượng. Theo Viện nghiên cứu quốc gia Pháp, tên chính thức hiện tại của giống ngựa này là Trait du Nord.

## Đặc điểm
Trait du Nord có tầm vóc lớn, với con đực giống nặng lên tới 1.000 kg (2.200 lb), và được lai với khả năng bám đường và sức kéo. Loài này được tìm thấy trong nhiều màu sắc mặc dù lang là phổ biến nhất. Hai loại hơi khác nhau của Trait du Nord được tìm thấy - một loại lớn được sử dụng cho kéo nặng và một loại nhẹ được sử dụng cho công việc nhanh hơn. Các giống được coi là nguy hiểm bởi chính phủ Pháp, với ít hơn 100 con con mới lần sinh một năm. Các giống hiện đang có một nguy cơ cao của giao phối cận huyết, do số lượng thấp của giống, và đang có nguy cơ tuyệt chủng.
Trong đầu những năm 1930, các giống đạt tới đỉnh cao của cấu trúc vật lý của nó. Nó sau đó đã được mô tả như là một người lao động sinh ra, được xây dựng cho lực kéo và với một dáng mà cho phép nó di chuyển trọng lượng rất lớn trên một khoảng cách ngắn. Mặc dù một số giống ngựa kéo đã giảm trọng lượng trong thời hiện đại, Trait du Nord vẫn tương đối lớn. Có hai loại chính của Trait du Nord. Một là một loại nặng lai để kéo vật nặng, trong khi khác là một loại nhẹ để làm việc nhanh hơn một chút.
Kích thước trung bình của loài này là 16.1 (65 inches, 165 cm) cho ngựa và 16,2-16,3 (66 đến 67 inches, 168–170 cm) cho đực giống, nặng 1.800 đến 2.000 bảng Anh (800–900 kg) cho ngựa và 1.870 đến 2.200 bảng Anh (850 đến 1.000 kg) cho đực giống, cổ có chiều dài trung bình và mạnh mẽ, thường hơi cong. Các vai nổi bật và những vai dài và hơi xiên. Lưng ngắn, thẳng, cơ thể nhỏ gọn, chắc chắn và rất cơ bắp. Ngực sâu, với một diện rộng, cơ bắp ngực. Mông rộng và mạnh mẽ, chắc chắn. Các móng cứng và mạnh mẽ.
Vào năm 1970, chăn nuôi đã chậm lại rất nhiều mà các Trait du Nord có nguy cơ tuyệt chủng. Con ngựa đã được thay thế bằng máy kéo, sản xuất thịt ngựa đã trở thành thị trường tiềm năng chính cho các Trait du Nord và giống khác của Pháp. Như những con ngựa đã tìm cách cho thịt, các, vật nặng lớn hơn đã trở thành nhiều nhu cầu, và các ngựa bị mất đi nhiều sức mạnh và khả năng kéo và khuyến khích sự sinh sản của ngựa con rằng sẽ vỗ béo nhanh chóng, để bị làm thịt ở tuổi mười tám tháng. Từ giữa thế kỷ 20 và những năm 1980, trọng lượng trung bình của Trait du Nord tăng từ giữa 800 và 900 kg (1.800 và 2.000 lb) đến hơn 1.000 kg (2.200 lb). Kể từ đầu những năm 1970, việc sử dụng các Trait du Nord cho thịt đã giảm, góp phần làm giảm hơn nữa trong chăn nuôi.

## Lịch sử
Tên nó đã được thay đổi nhiều lần trong suốt lịch sử. Vào giữa thế kỷ 19 nó được nhắc đến như là "con ngựa lớn của Hainaut", nhưng trước 1903 nó không được coi là một giống riêng biệt và thường được cho là giống như Ardennes. Vào năm 1913, nó đã được biết đến như là Trait Ardennes Bắc, và từ năm 1945. Tên của Trait du Nord trở nên thường được sử dụng quanh năm 1961. Năm 1913, tên của Trait du Nord đã được sử dụng lần đầu tiên và ngựa cái Pháp bắt đầu được đăng ký là họ giống mình, mặc dù ngựa Bỉ tiếp tục được sử dụng cho chăn nuôi, với các thế hệ con cháu kết quả có thể được đăng ký là Trait du Nords.

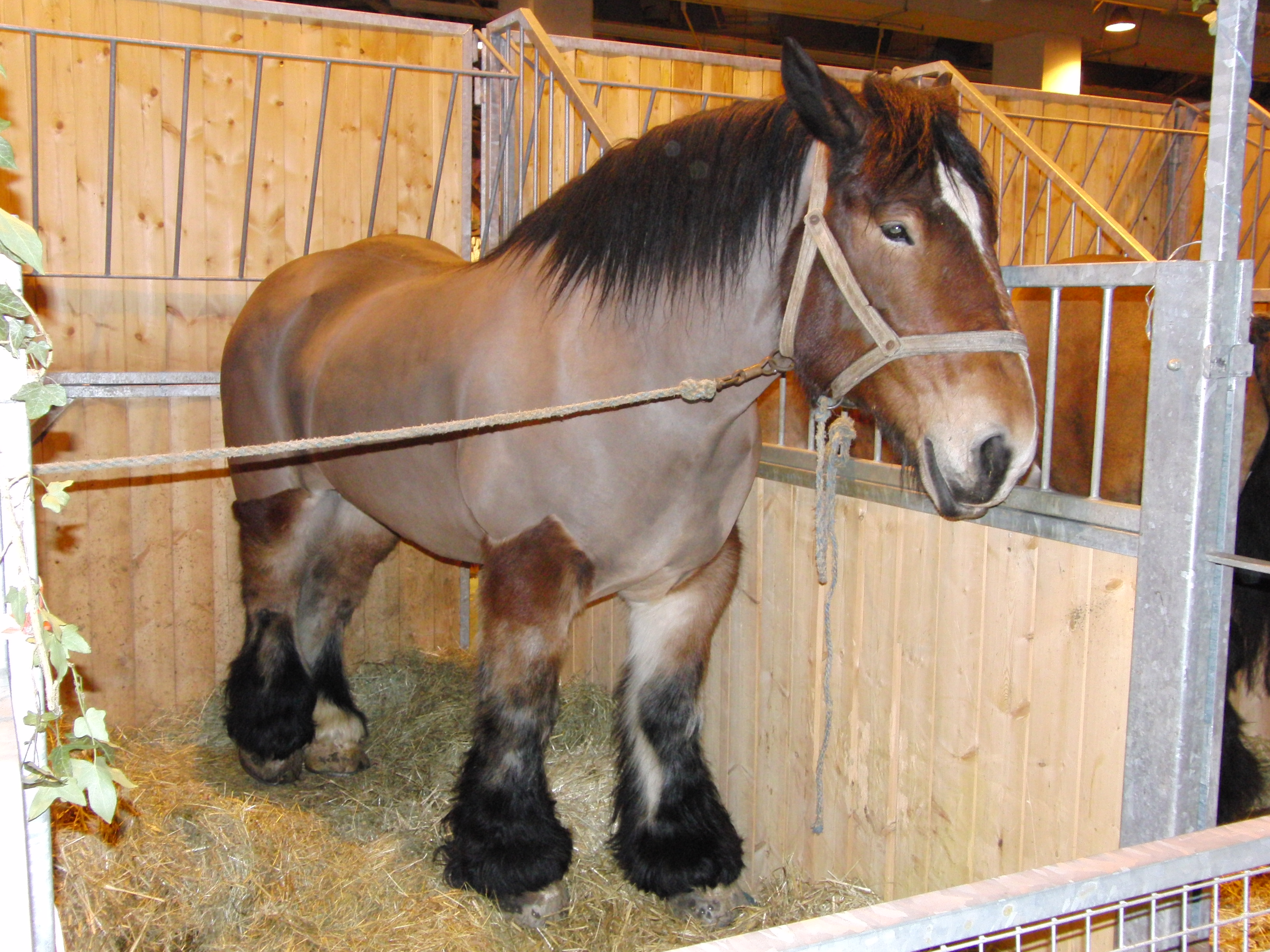

Tổ tiên của giống này sống ở các thung lũng sông phía bắc của Sambre và Scheldt, gần Valenciennes. Mặc dù nó là một huyền thoại phổ biến mà nhiều giống Pháp, bao gồm cả các Trait du Nord, là con cháu của những con ngựa thời tiền sử được tìm thấy tại Solutré, điều này là không đúng sự thật. Hai hoặc có thể ba phân loài của equines đã tuyệt chủng đã được tìm thấy tại Solutré, nhưng không có bằng chứng cho thấy đã di cư tới khu vực mà sau này có Trait du Nord.
Nguồn gốc của các Trait du Nord được tìm thấy trong các cánh đồng cỏ màu mỡ Flemish lớn bao phủ phần phía nam của Hà Lan, miền bắc nước Pháp và tất cả của Bỉ. Các vùng Hainaut là nơi sinh thực sự. Ngựa Bỉ, ngựa Ardennes và Trait du Nord chia sẻ cùng các tổ tiên, và Trait du Nord có một lịch sử rất tương tự như Ardennes. Vùng Flanders là đặc biệt có lợi cho nông nghiệp, và trong thế kỷ 19, các đầm lầy và cải tiến kỹ thuật canh tác dẫn đến sự mở rộng lớn trong khu vực canh tác và quy mô trang trại. Do không có ngựa hiện có trong khu vực đó là thích hợp cho cày, nông dân nhận thấy nó cần thiết để tạo ra một giống ngựa kéo xe đặc biệt cho việc sử dụng chúng.
Từ năm 1850 trở đi, nông dân được chọn ngựa mà cuối cùng đã trở thành Trait du Nord. Những người nông dân kết hợp giống Bỉ lớn thích nghi với đất đầm lầy với Ardennes và giống Hà Lan cho kích thước, trọng lượng và sức mạnh. Kết quả là một giống cơ bắp, mạnh mẽ và cứng rắn với đôi chân dài. Trait du Nord duy nhất được lựa chọn đặc biệt cho nông nghiệp, như nhiều giống cũng được lai tạo để sử dụng trong giao thông vận tải. Trait du Nord đã chứng minh thành công một giống cho nông dân mà phát triển nó, và nhanh chóng lan rộng khắp Hà Lan, Bỉ và miền bắc nước Pháp. Nó được đặt tên khác nhau tùy thuộc vào quốc gia, và thường bị nhầm lẫn với và giống lai với giống từ Hà Lan, Brabants và Ardennes.
Trong Thế chiến I, Trait du Nord bị tịch thu bởi Đức từ Bỉ và Pháp để sử dụng trong chiến tranh. Trong năm 1919, những con ngựa đã được trở về quê hương, cho phép việc tái thiết của giống này. Trong Thế chiến II, các lực lượng vũ trang sử dụng tất cả ngựa đã được sử dụng để tiếp tục sản xuất nông nghiệp ở Pháp. Sau chiến tranh, nông dân nhanh chóng trang bị cho mình với thiết bị cơ giới. Sự suy giảm trong sinh sản của các Trait du Nord đã trở thành đáng chú ý trong những năm đầu thập niên 1950, và đến năm 1960 con số giống đã sụp đổ hoàn toàn.

## Sử dụng
Các Trait du Nord ban đầu được sử dụng chủ yếu cho nông nghiệp và khai thác mỏ. Chúng cũng kéo xà lan trên sông nước, mặc dù sử dụng này kết thúc nhanh chóng với sự gia tăng sử dụng các công cụ vào đầu thế kỷ 20. Việc sử dụng cao điểm của giống cho nông nghiệp là khá ngắn, chạy từ năm 1880 đến năm 1960 (kết thúc do tăng sử dụng các thiết bị cơ giới), nhưng nó cho phép sự tiến bộ đáng kể trong nông nghiệp ở miền bắc nước Pháp. Các khả năng chịu đựng và năng lượng của giống cho phép thực hiện tốt trong các loại đất nặng và nhỏ gọn trong vùng Nord-Pas-de-Calais và phục hồi nhanh chóng sau khi tập thể dục. Bản chất của các loại đất ở Hainaut cần một con ngựa có trọng lượng hơn 1.800 pounds (800 kg) cho cày hiệu quả. Từ những năm 1950, Trait du Nord đã được các giống ưa thích cho những người nông dân thực hành thâm canh cây trồng ngũ cốc và củ cải đường ở vùng đồng bằng Bắc Đại đế của Pháp.
Sức mạnh kéo của Trait du Nord đã làm cho nó phổ biến để sử dụng trong cuộc Cách mạng công nghiệp cuối thế kỷ 19 trong ngành công nghiệp nặng, bao gồm cả khai thác mỏ. Trong mỏ, động cơ hơi nước và động cơ đốt trong có thể không được sử dụng do khả năng của một vụ nổ khí. Những con ngựa đầu tiên được sử dụng trong các mỏ trong năm 1821 và Trait du Nord nhanh chóng trở thành một vật yêu thích để kéo xe trong hầm mỏ và vận hành ròng rọc được sử dụng để nâng than lên mặt nước. Người nuôi đã làm việc để thích ứng với các giống yêu cầu khai thác, và loài này trở nên lớn hơn nhiều sức lực hơn là cần thiết để kéo tải nặng hơn. Ngựa tốt có thể kéo 16,8 tấn (16,5 tấn dài; 18,5 tấn ngắn), thường là khoảng mười hai chiếc xe có giá trị, cùng một tuyến đường sắt.
Ngay từ năm 1920, việc sử dụng của ngựa trong các mỏ bắt đầu giảm như đầu máy xe lửa điện đưa vào sử dụng, và năm 1969 con ngựa cuối cùng đã được bỏ từ các mỏ. Hôm nay, giống này được sử dụng chủ yếu để lấy thịt và khai thác gỗ khu vực rừng không thể tiếp cận với máy móc. Kể từ giữa những năm 1990, không dành cho chăn nuôi, cưỡi giải trí, hoặc công việc khai thác được cho ăn nhiều và ra cho giết mổ trước tuổi mười tám tháng. Phân thường được sử dụng cho chăn nuôi.